# Straight-Pool

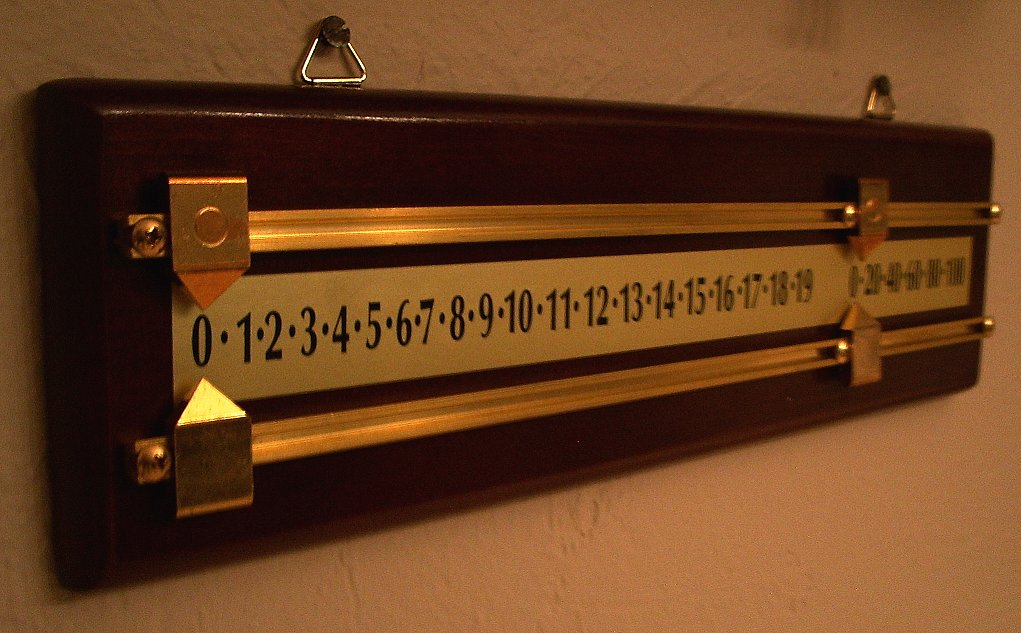
Tabulka výsledků pro Straight-Pool

Straight-Pool, 14.1-Continuos neboli Nekonečná 14.1 je varianta kulečníkové hry pool.
Hraje se s bílou hrací koulí a 15 barevnými koulemi, 1-8 plné, 9-15 půlené.
Hráč hraje libovolnou kouli na stole, za každou korektně potopenou kouli hráč obdrží 1 bod. V okamžiku, kdy na stole zůstane poslední barevná koule, se hra přeruší a na stůl se vrátí všechny barevné koule. Poté hráč pokračuje ve hře. Poslední barevná koule zůstává na svém místě, pokud nebrání postavení ostatních barevných koulí.
Vyhrává hráč, který první dosáhne předem stanoveného počtu bodů (např.: 100 bodů).
Po faulu zůstává bílá koule na místě, kde skončila. Za faul je hráči odečten jeden bod, při třetím po sobě následujícím faulu, bez zahrání korektního strku, je hráči odečteno 15 bodů (-1,-1,-15).
Hlášená hra:
Hráč před strkem nahlásí číslo koule a kapsu, kam kouli potopí. Stačí jedna koule, další potopené koule ani pořadí jejich potopení se hlásit nemusí.